# Nikolaus Kirsch-Puricelli
Baron Nikolaus Kirsch-Puricelli (* 3. Dezember 1866 in Dippach (Luxemburg); †  8. Oktober 1936 Burg Reichenstein (Mittelrhein)) war ein sehr vermögender deutscher Industrieller, Burgherr und Stifter und ehemaliger luxemburgischer Diplomat.

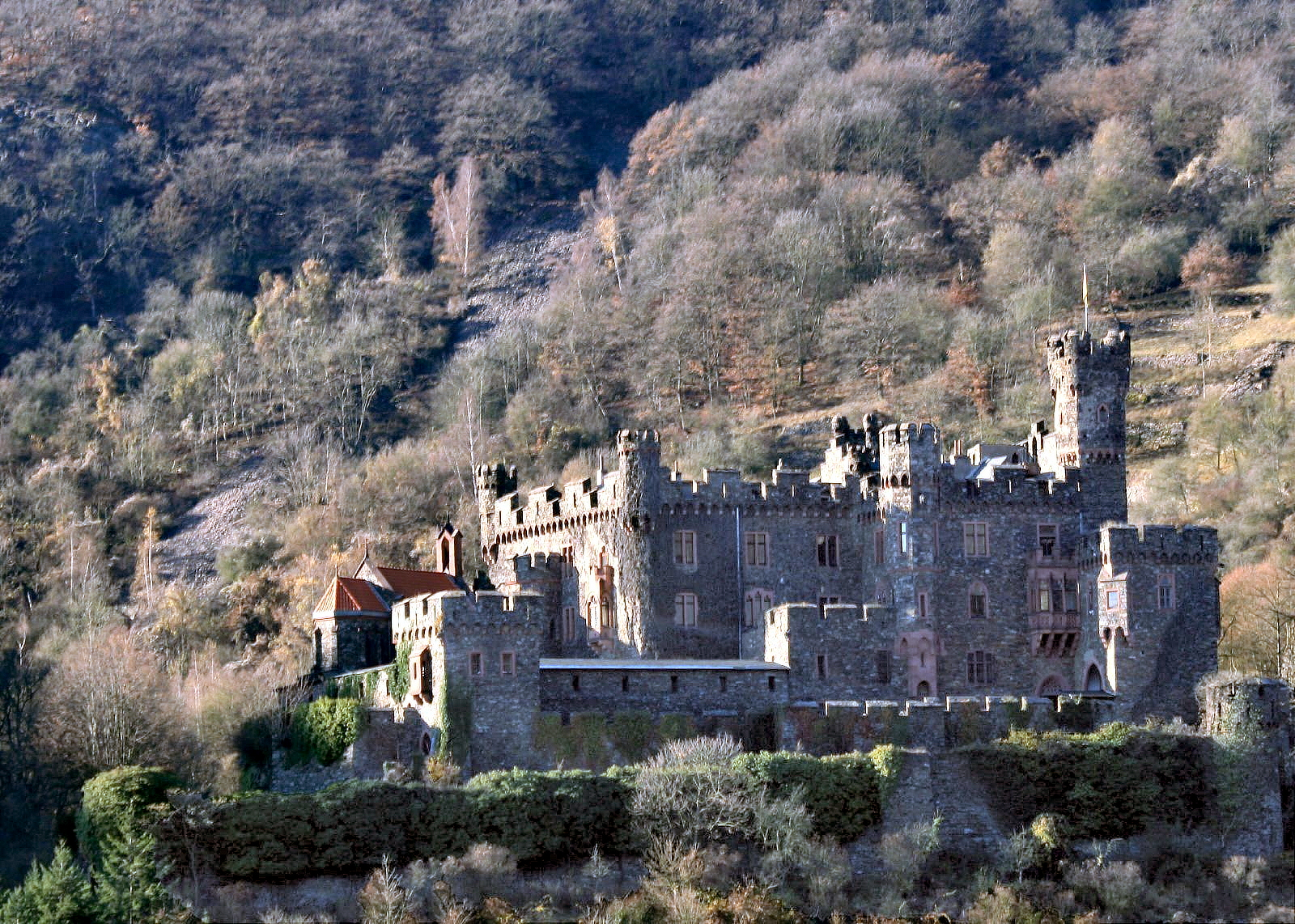
Burg Reichenstein (Mittelrhein)

## Industrielle Aktivität – Rheinböller Hütte
Nikolaus Kirsch war ausgebildeter luxemburgischer Hütteningenieur und von 1925 bis 1935 großherzoglich-luxemburgischer Geschäftsträger im Deutschen Reich. Als 29-Jähriger heiratete er unter gemeinsamer Übernahme beider Nachnamen die neun Jahre ältere Olga, geborene Puricelli (* 6. Februar 1857 Rheinböllen/Hunsrück; † 28. April 1933 ebenda). Diese war die einzige Erbin der drei Puricelli-Brüder und damit Alleinerbin der Rheinböller Hütte, deren Leitung Nikolaus übernahm. Mit Beginn des 19. Jahrhunderts nahmen die großen eisenverarbeitenden Industrien im Ruhrgebiet und im Saarland die Produktion auf. Damit waren die alten Eisenhütten im Hunsrück aufgrund der viel geringeren Qualität ihrer Eisenerze nahezu chancenlos und mussten deshalb die Produktion nach und nach einstellen. Nikolaus Kirsch-Puricelli stellte die Produktion nach und nach auf die Herstellung von Herden und Öfen und Spezialgussstücken um. 1912 erwarb er die Stromberger Neuhütte, die er jedoch nach zwanzig Jahren, auch wegen der Weltwirtschaftskrise, 1932 stilllegte und anschließend abreißen ließ.
Sein Sohn Baron Dr. rer. pol. Paul Kirsch-Puricelli führte ab 1936 das Werk und ließ es von 1950 bis 1954 nochmals umfassend modernisieren. Anschließend verpachtete er es. Als der Pächter 1959 Konkurs anmelden musste, verlor Paul Kirsch-Puricelli einen beträchtlichen Teil seines Vermögens. 1962 verkaufte er das Werk. Mehrfach wechselte der Besitzer. Über die Firma Alfred Teves gelangte die Hütte an den Continental-Konzern. Sie ist heute noch ein bedeutender Wirtschaftsfaktor für die Region.

## Private Aktivität – Burg Reichenstein (Mittelrhein)
Daneben kaufte er mit seiner Frau Olga Puricelli die verfallene Ruine von Burg Reichenstein (Mittelrhein) und ließ sie von 1899 bis 1902 nach alten Plänen durch den Regensburger Architekten Strebel zu einer neugotischen Wohnburg im englischen Stil aufwendig wieder aufbauen. Bis 1936 bewohnte er mit seiner Familie die Burganlage. Danach wurde die Burg von den Kindern als Wohnanlage aufgegeben: zu teuer war die Unterhaltung eines solchen Anwesens für Wohnzwecke geworden, hatte man doch zeitweilig bis zu 40 Bedienstete (Kutscher, Stallburschen, Heizer, Gärtner, Küchenpersonal, Zimmermädchen usw.) benötigt. Sein Sohn Baron Dr. rer. pol. Paul Kirsch-Puricelli, führte die Burg als Museum weiter. Ihm folgte sein Neffe, Baron Hermann Freiherr von Schorlemer-Lieser, der sie als Hotel weiterführte. Baron Dr. rer. pol. Paul Kirsch-Puricelli (* 17. September 1896 Rheinböllerhütte; †) war verheiratet mit Klara Maria Helene Karola von Matuschka, Gräfin von Greiffenclau zu Vollrads (* 25. Januar 1902; † 1993). Mit dem Tod von Baronin Clara Kirsch-Puricelli 1993, die keine Kinder hatte, ist der Name Puricelli nach ca. 330 Jahren in Deutschland ausgestorben. Im Jahr 2014 kaufte der Medienunternehmer Lambert Lensing-Wolff, ein Nachkomme der Familie Kirsch-Puricelli, die Burg Reichenstein als Wochenendsitz und betreibt zugleich hier ein Museum sowie ein Hotel mit Restaurantbetrieb.